# Culture à La Réunion
Cet article présente différents aspects de la culture à La Réunion (environ 850 000 habitants en 2017), une île du sud-ouest de l'océan Indien dans l'hémisphère sud, devenue un département et une région d'outre-mer français (DROM). 

## Langue
Si le français est compris de tous, la langue vernaculaire est le créole réunionnais.
- Langues à La Réunion
- Tamoul
- Groupes ethniques à La Réunion         
  - Engagisme à La Réunion, Malbars, Zarabes
  - Population d'origine métropolitaine dans la France d'outre-mer

## Religion

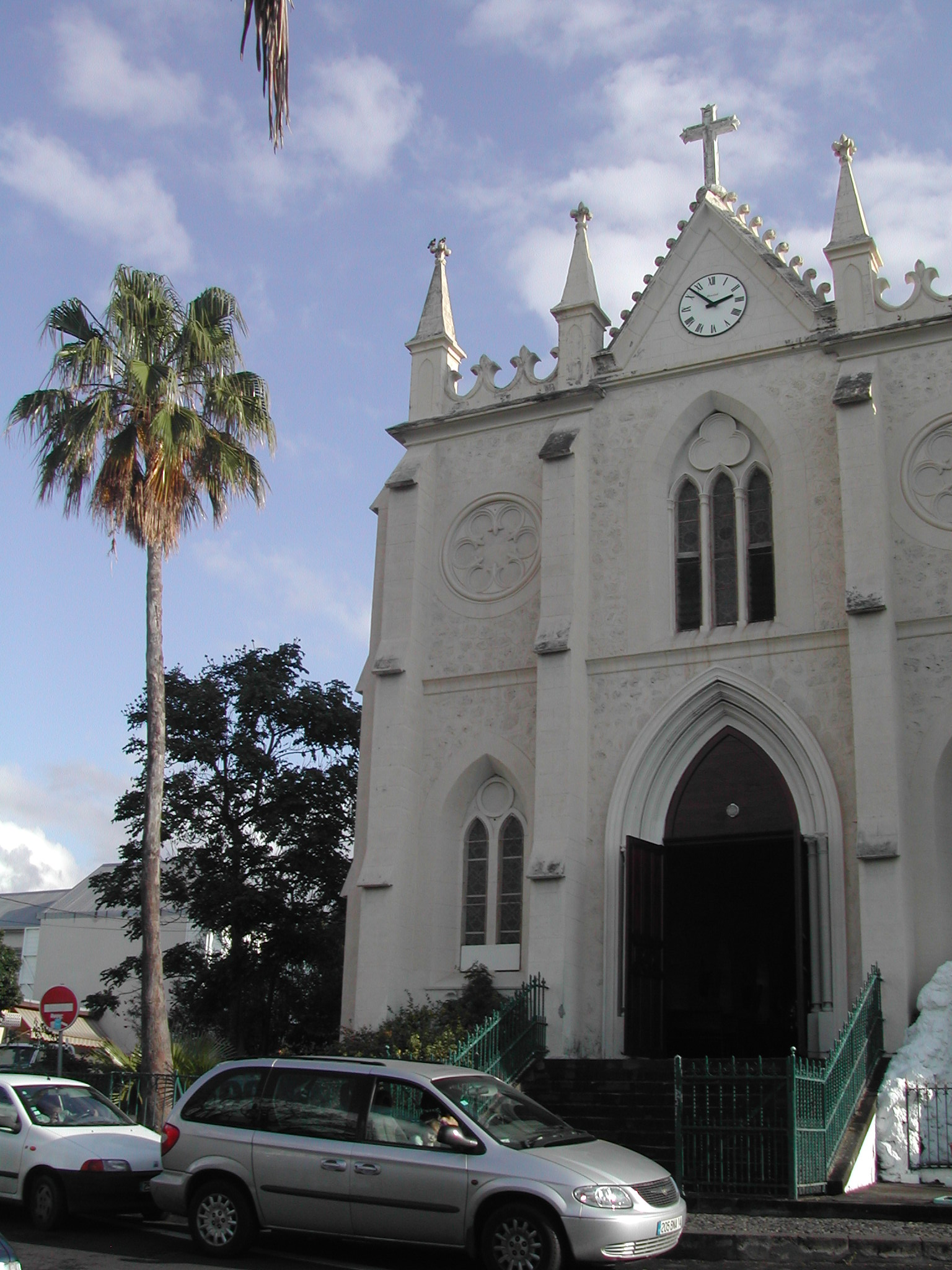
L'église Saint-Jacques à Saint-Denis.

Du fait des différentes origines de la population réunionnaise, les principales religions pratiquées dans l'île sont le christianisme (essentiellement catholique, mais aussi protestant), l'hindouisme, l'islam et le bouddhisme.
Le premier lycée privé sous contrat de confession musulmane de France est situé sur l'île, à Saint-Denis de la Réunion. La Medersa Taalim oul-Islam est sous contrat d’association depuis 1990.
- Hindouisme à La Réunion, Cheveux maillés

## Cuisine
Voir Cuisine réunionnaise.

## Culture populaire
Voir :
- Jean-Bernard Rousseau (1797-1867) ou Frère Scubilion
- Saint-Expédit (?-303)
- Sitarane
- Free Dom, la radio de Camille Sudre
- Combat de coqs et gallodrome
- Kabarachois
- Grand-mère Kalle (Kal)

- Conte traditionnel de La Réunion / Rakontaz zistoir la Renion, recensé en 2017 dans l'inventaire du patrimoine culturel immatériel en France.

## Culture urbaine
Voir :
- Jace

- Festival international des cultures urbaines, BIG UP 974, qui proposait pour son édition 2012 de célébrer les cultures urbaines pendant un mois (slam/rap, danse, graffiti, Djing, Human Beatbox…).

## Éducation
- Enseignement à La Réunion
- Enseignement supérieur à La Réunion, dont l'Université de la Réunion
- Académie de La Réunion (1913)[1]
- Association des institutions de recherche et de développement de l'Océan Indien (AIRDOI, Saint-Denis)
- Institut de recherche pour le développement (1943) : IRD à La Réunion[2]

## Littérature
L'île de La Réunion a vu naître de nombreux poètes, parmi lesquels Évariste de Parny, Léon Dierx, Louis Ozoux, Auguste Lacaussade ou Charles Marie Leconte de Lisle. Elle en a inspiré d'autres comme Charles Baudelaire, qui l'a rapidement visitée. George Sand n'y est jamais venue mais y a situé l'action de l'un de ses romans, Indiana.
- Littérature réunionnaise
- Association des écrivains réunionnais
- Liste des livres écrits en créole réunionnais
- Littérature d'enfance et de jeunesse réunionnaise
- Œuvres littéraires se déroulant à La Réunion
- Prix des Mascareignes, Grand prix du roman métis, prix Athéna
- Poésie réunionnaise
- Bibliothèque départementale de La Réunion
- Écrivains réunionnais
- Poètes réunionnais

### Quelques écrivains
- Jean Albany (1917-1984)
- Yves Manglou (1943-)
- Nadine Fidji (1960-)[3],[4]
- Jean-François Sam-Long (1949-)

### Théâtre
- Théâtre réunionnais (salles et troupes) : cie Lolita Monga
- Centre dramatique de l'océan Indien
- Acteurs réunionnais
- Humoristes réunionnais
- Narlgon / bal tamoul, inclus en 2022 dans l'inventaire du patrimoine culturel immatériel en France

### Bande dessinée
- Auteurs réunionnais de bande dessinée
- Festival du livre et de la bande dessinée

## Arts visuels
- École supérieure d'art de La Réunion
- Institut de l'image de l'océan Indien (ILOI)
- Liste des œuvres d'art de La Réunion
- Liste des monuments historiques de La Réunion
- Artistes réunionnais
  - Peintres réunionnais
  - Photographes réunionnais
  - Sculpteurs réunionnais
  - Dessinateurs réunionnais

### Artistes
- Jean Albany
- Appollo
- Jack Beng-Thi
- Gilbert Clain
- Vincent Fontano
- Henri Maillot-Rosély
- Enzo Mayo
- Alain Padeau
- Eric Pongérard
- Antoine Roussin
- Alain Séraphine
- Ambroise Vollard
- Wilhiam Zitte
- Labor Robert
- Lauren Ransan

## Arts de scène

### Musique et danse
- Musique réunionnaise
- Musiciens réunionnais, musiciennes réunionnaises
- Groupes de musique réunionnais
- Instruments de la musique réunionnaise
- Voix de l'océan Indien, concours musical

Le séga et le maloya sont deux styles de musique typiques de l'île.
À ce sujet, voir : 
- Alain Péters
- Baster, le groupe de Thierry Gauliris
- Trio Jokary
- Jacqueline Farreyrol
- Maxime Laope
- Henri Madoré
- Kaliko Muzik Band
- Pascal Montrouge
- Moringue
- Ousanousava
- Pat'Jaune
- Danyèl Waro
- Ziskakan, le groupe de Gilbert Pounia
- Tiloun

Pour les artistes réunionnais de variété, voir :
- Émilie Minatchy
- Gérald De Palmas
- Futur Crew

En jazz, Olivier Ker Ourio
Festivals musicaux : Électropicales, Sakifo Musik Festival, Francofolies de La Réunion, Manapany Festival

### Cinéma
- Cinéma à La Réunion
- Liste de films tournés à La Réunion
- Agence Film Réunion
- MauRéfilms
- Investissement et commerce cinéma
- Monique Agénor
- François Cudenet

- Festivals de cinéma
  - Festival du film court de Saint-Pierre
  - Festival du film d'aventure de La Réunion
  - Festival du film de La Réunion (2005-2014)
  - Festival du film scientifique de La Réunion
  - Festival Écran jeunes
  - Festival international du film d'Afrique et des îles de La Réunion (1996-2014)
  - Festival Même pas peur
- Studios de cinéma d'animation : Pipangaï Productions, Gao Shan Pictures
- Réalisateurs : Lauren Ransan, Manon Amacouty, Dominique Barouch, Alexandre Boutié, William Cally, Laurent Pantaléon, Vincent Fontano...
- Films de fiction en créole réunionnais : Somin Gazé, Sentier Paradis, Baba sifon, Blaké, Sac la mort
- Site OI-Films : le cinéma de l'Océan indien

## Pratiques sportives
L'île de la Réunion présente un cadre très développé de paysages dans lesquels les randonneurs peuvent s'adonner à leur passion.
De nombreuses manifestations sportives y sont organisées, rassemblant parfois des sportifs venus de tous pays.
- Le Grand Raid
- Les pousses, compétitions automobiles illégales.

### Personnalités sportives
- Jean-Pierre Bade
- Colette Besson
- Marine Boyer
- Patrick Cazal
- Johanne Defay
- Jérémy Florès
- Leila Lejeune
- Alice Lemoigne
- Thierry Lincou
- Roger Milla
- Daniel Narcisse
- Jackson Richardson
- Laurent Robert
- Florent Sinama-Pongolle
- Daniel Sangouma

## Médias liés à la culture
- L'Azenda
- Liste des stations de radio à La Réunion

## Musées
- Maison des civilisations et de l'unité réunionnaise
- Musée Léon-Dierx
- Musée de la Vraie Fraternité
- Musées à La Réunion